# Sorche
Sorche (persky سرخه‎) je město v provincii Semnán v Íránu, správní středisko stejnojmenného okresu. V roce 2006 v něm žilo přes devět tisíc obyvatel.
Jedná se o rodiště íránského prezidenta Hasana Rúháního.